# نوفوسباسكو
نوفوسباسكو (بالروسية: Новоспасское) [وتنطق: ناڤوسپاسكيا أو ناڤوسپاسكو]؛ هي قرية تقع في مديرية يلنينسكي في منطقة سمولينسك في روسيا، تقع في الجزء الجنوبي الشرقي من المنطقة، على بعد 22 كم جنوب مركز المنطقة، على نهر ديسنا. في عام 2007 كان يقطن فيها 102 نسمة، وفي 2018 أصبح يقطنها 15 نسمة. 

## معالم الجذب السياحي
- قبر الملحن أليكسي ستانتشينسكي.
- منزل ومتحف عائلة الملحن ميخائيل غلينكا والذي يضم حديقة بها برك وكنيسة.

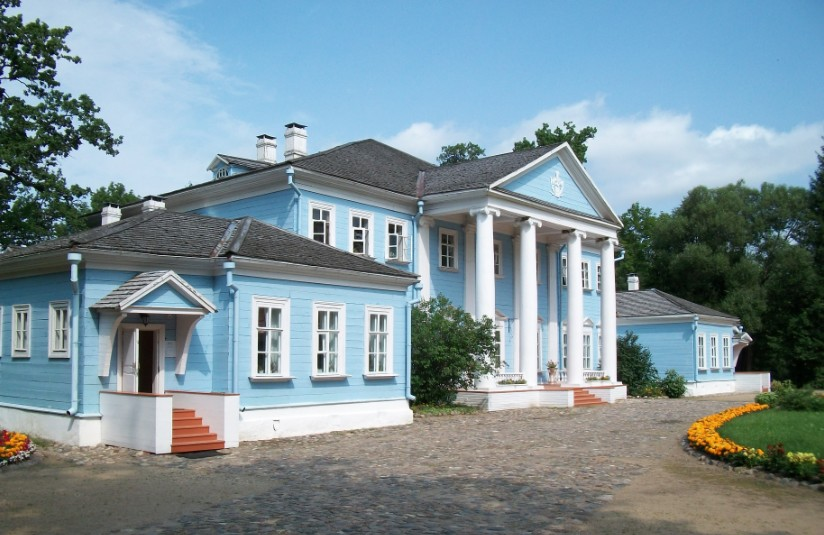